# 蒂亚纳
蒂亚纳（義大利語：Tiana），是意大利撒丁大区努奥罗省的一个市镇。总面积19.35平方公里，人口532人，人口密度27.5人/平方公里（2009年）。ISTAT代码为091091。